# Mary Lawson's Secret
Mary Lawson's Secret er en amerikansk stumfilm fra 1917 af John B. O'Brien.

## Medvirkende
- Charlotte Walker - Mary Lawson
- William B. Davidson - Dr. Brundage
- J.H. Gilmour - Dr. Kirk
- N.Z. Wood - Joe
- Inda Palmer - Mrs. Lawson